# The Best of Sixpence None the Richer
The Best of Sixpence None the Richer es un álbum de grandes éxitos de la banda estadounidense Sixpence None the Richer publicado en 2004. Hay dos versiones del álbum, la estadounidense y la versión internacional.

## Lista de canciones

### Versión estadounidense
1. "Loser Like Me" – 3:35
2. "Us" – 4:24
3. "Too Far Gone" – 6:39
4. "The Ground You Shook" – 4:20
5. "Kiss Me" – 3:30
6. "Breathe Your Name" – 3:58
7. "Melody of You" – 4:52
8. "Dancing Queen" (Stig Anderson, Benny Andersson, Björn Ulvaeus) – 4:04
9. "Don't Dream It's Over" (Neil Finn) – 4:04
10. "There She Goes" (Lee Mavers) – 2:45
11. "I Need Love" (Sam Phillips (singer)|Sam Phillips) – 4:14
12. "I Just Wasn't Made for These Times" (Brian Wilson, Tony Asher) – 3:04
13. "Breathe" (John Mallory, Leigh Nash, Michelle Tumes) – 4:07
14. "Brighten My Heart" – 4:40
15. "Angeltread" – 3:28
16. "Within a Room Somewhere" – 5:06
17. "Trust" – 3:23
18. "Kiss Me" (Japanese Version) – 3:18

### Versión internacional
1. "Kiss Me" – 3:30
2. "Loser Like Me" – 3:35
3. "Need to Be Next to You" (Diane Warren) – 4:09
4. "Breathe"  – 4:07
5. "Dancing Queen"  – 4:04
6. "Melody of You" – 4:52
7. "I Can't Catch You" – 4:14
8. "I Just Wasn't Made for These Times" – 3:04
9. "There She Goes" – 2:45)
10. "Don't Dream It's Over" – 4:04
11. "I Need Love" – 4:14
12. "Breathe Your Name" – 3:58
13. "Us" – 4:24
14. "The Ground You Shook" – 4:20
15. "Too Far Gone" – 6:39
16. "Waiting on the Sun" (Ron Aniello, Jason Wade) – 2:54
17. "Brighten My Heart" – 4:40
18. "Trust" – 3:23
19. "Kiss Me" (versión Japonesa) – 3:18